# Basketball-Südamerikameisterschaft 1930
Die Basketball-Südamerikameisterschaft 1930, die erste Basketball-Südamerikameisterschaft überhaupt, war das erste große internationale Basketballturnier und das erste Turnier, das von der FIBA anerkannt wurde. Austragungsort war die uruguayische Hauptstadt Montevideo. Gewinner war die Nationalmannschaft Uruguays.

## Modus
Jede Mannschaft spielte zweimal gegen die jeweiligen anderen Mannschaften, sodass jede Mannschaft sechs Spiele absolvierte.

## Platzierungen und Ergebnisse
| Platz | Mannschaft  | G | V | Körbe   | Diff |       | Uruguay | Argentinien | Brasilien 1889 | Chile |
| ----- | ----------- | - | - | ------- | ---- | ----- | ------- | ----------- | -------------- | ----- |
| 1     | Uruguay     | 6 | 0 | 225:88  | +137 |       | 26:19   | 33:11       | 45:14          |       |
| 2     | Argentinien | 4 | 2 | 151:128 | +23  | 16:36 |         | 18:11       | 33:18          |       |
| 3     | Brasilien   | 2 | 4 | 89:148  | −59  | 15:39 | 17:31   |             | 19:13          |       |
| 4     | Chile       | 0 | 6 | 92:193  | −101 | 13:46 | 20:34   | 14:16       |                |       |

| Uruguay             |
| Meister Uruguay     |
| Erste Meisterschaft |